# Huejotitán (Chihuahua)
Huejotitán (del Náhuatl: Huexotl, -titlan ‘Sauz, lugar’‘Lugar de sauces’) es una localidad del estado mexicano de Chihuahua, localizada al sur de su territorio. Es cabecera del municipio de Huejotitán.

## Historia
El pueblo de Huejotitán tuvo su origen en la fundación de una misión por los sacerdotes jesuitas José Pascual y Nicolás Zepeda en el año de 1639. Fue, durante los años de estadía de los religiosos de la Compañía cabecera de sus misiones y sede de su superior en el territorio que hoy es Chihuahua.
Su nombre, topónimo proveniente del náhuatl —uno de los pocos de este origen en el norte de México—, tiene su origen probable en que los misioneros fundadores de la población se hacían acompañar por indígenas tlaxcaltecas al llegar a la zona. La misión fue secularizada en el año de 1753 y pasó a depender de la cercana población de Valle de Olivos. 
De esta época data el único monumento arquitectónico de la población: el templo de San Jerónimo.
Tras la independencia de México, en el año de 1847 fue constituida en cabecera del municipio del mismo nombre; perdió este carácter al ser suprimido el municipio por 18 de julio de 1931 y quedar integrada en el municipio de Valle de Olivos, el 1 de agosto de 1936 pasó al municipio de El Tule y finalmente el 7 de agosto de 1937 se restituyó el municipio de Huejotitán, recuperándo su condición de cabecera municipal.

## Localización y demografía
Huejotitán se encuentra en el sur del estado de Chihuahua, en una zona de transición entre las llanuras del centro del estado y las primeras estribaciones de la Sierra Madre Occidental y el territorio que lo rodea es en general desértico. Sus coordenadas geográficas son 27°03′21″N 106°10′45″O / 27.05583, -106.17917 y tiene una altitud de 1 662 metros sobre el nivel mar.
Huejotitán es una comunidad territorialmente muy aislada, su principal vía de comunicación es un camino de terracería que la comunica hacia el este con la ciudad de Hidalgo del Parral y que hacia el oeste también la une a las poblaciones de El Tule, Valle de Olivos y Valle del Rosario.
De acuerdo al Censo de Población y Vivienda realizado en 2010 por el Instituto Nacional de Estadística y Geografía, la población de Huejotitán es de solo 243 personas, de las que 111 son hombres y 132 son mujeres.